# عضلة مستقيمة وحشية
العضلة المستقيمة الوحشية (بالإنجليزية: Lateral rectus muscle)‏ هي عضلة مخططة من عضلات العين تقوم بتحريك كرة العين نحو الوحشي، تعصب العضلة بالعصب القحفي السادس (العصب المبعد).

## صور

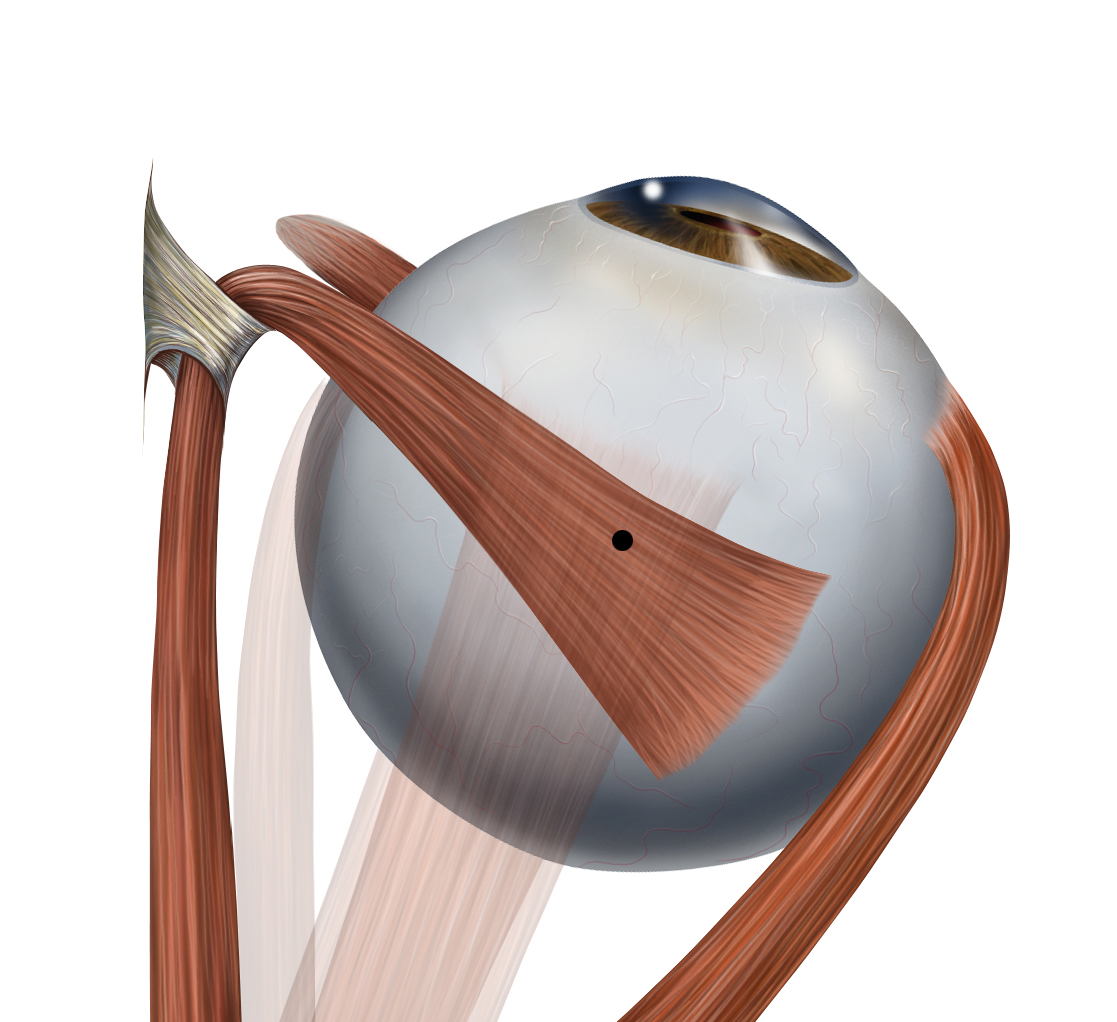
حركة العضلة المستقيمة الوحشية (الجانبية)
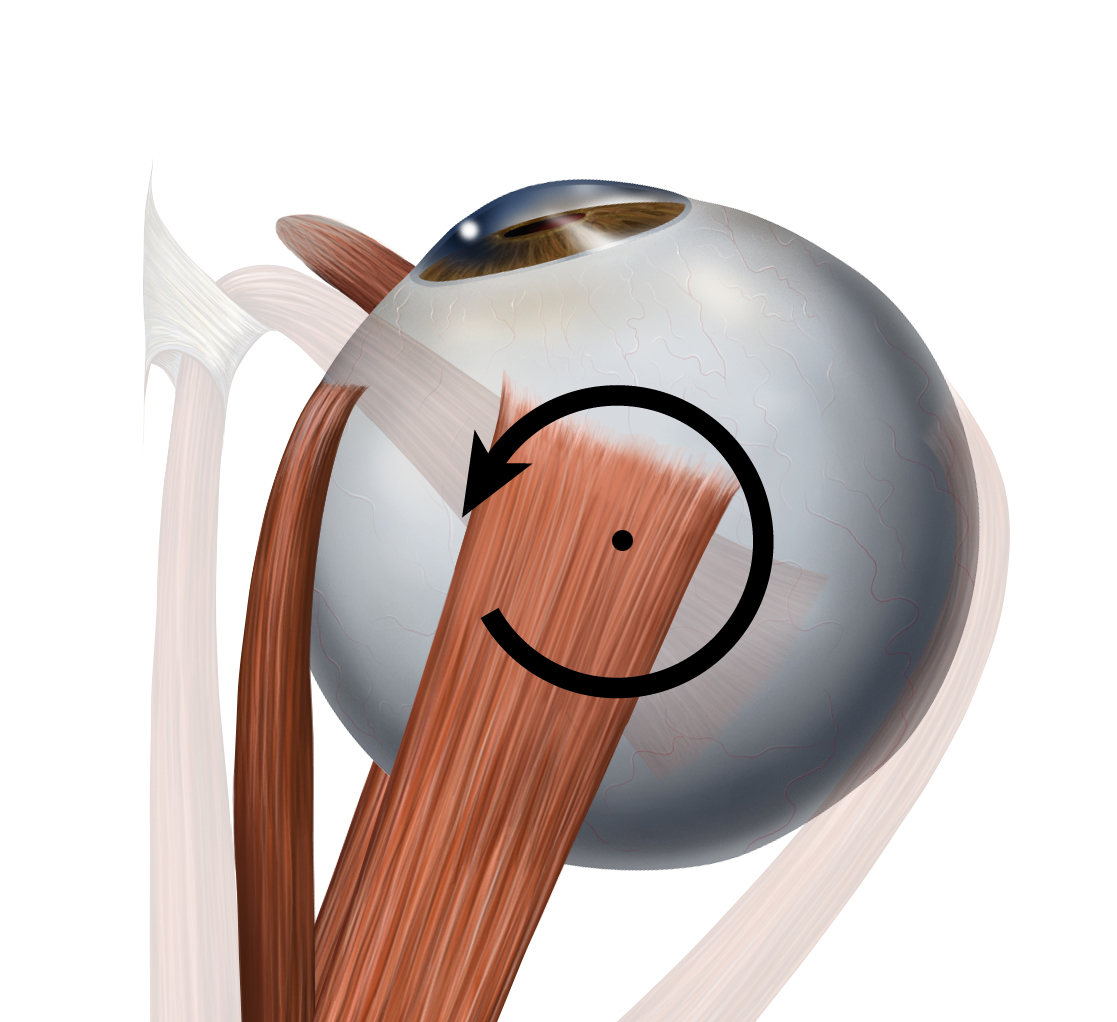
حركة العضلة المستقيمة الإنسية (الداخلية)
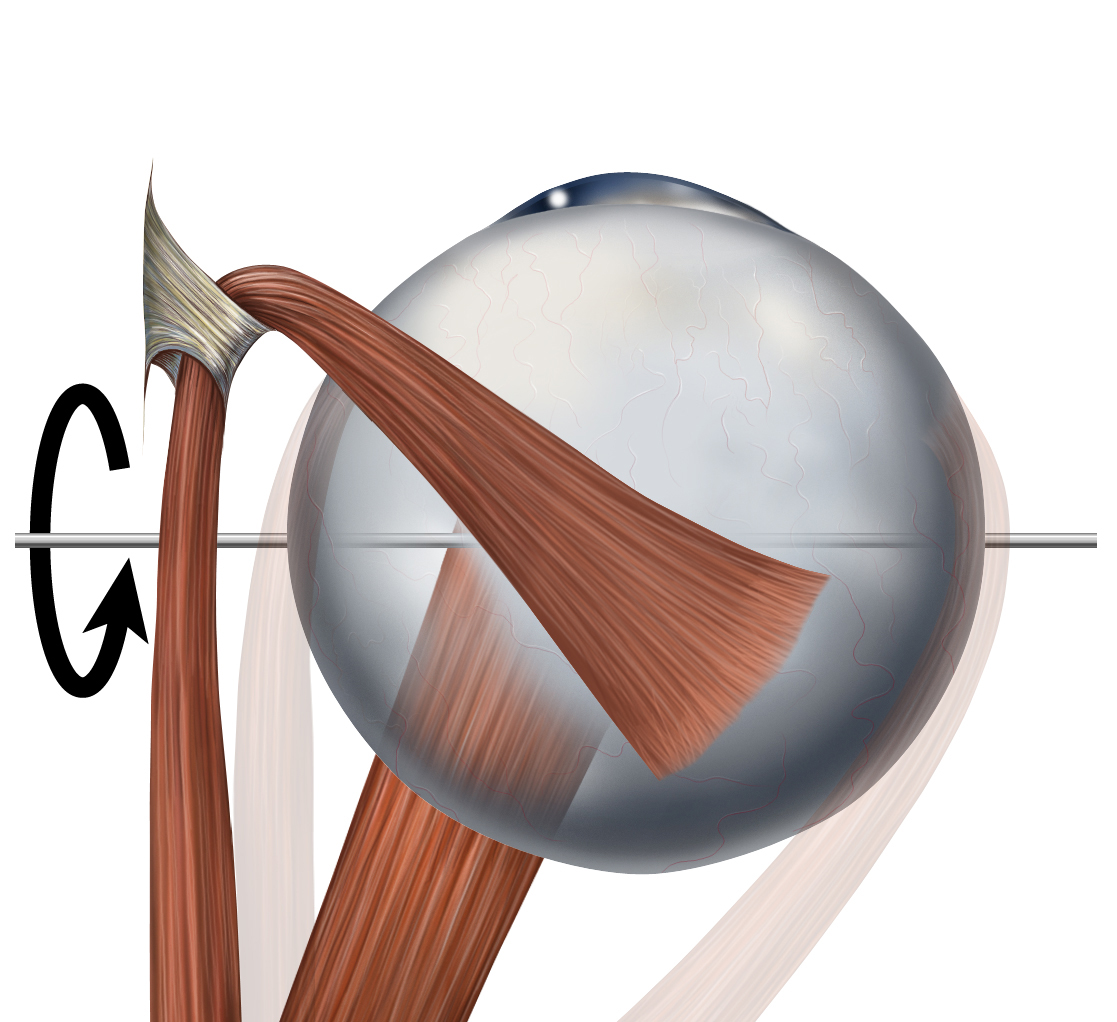
حركة العضلة المستقيمة السفلية
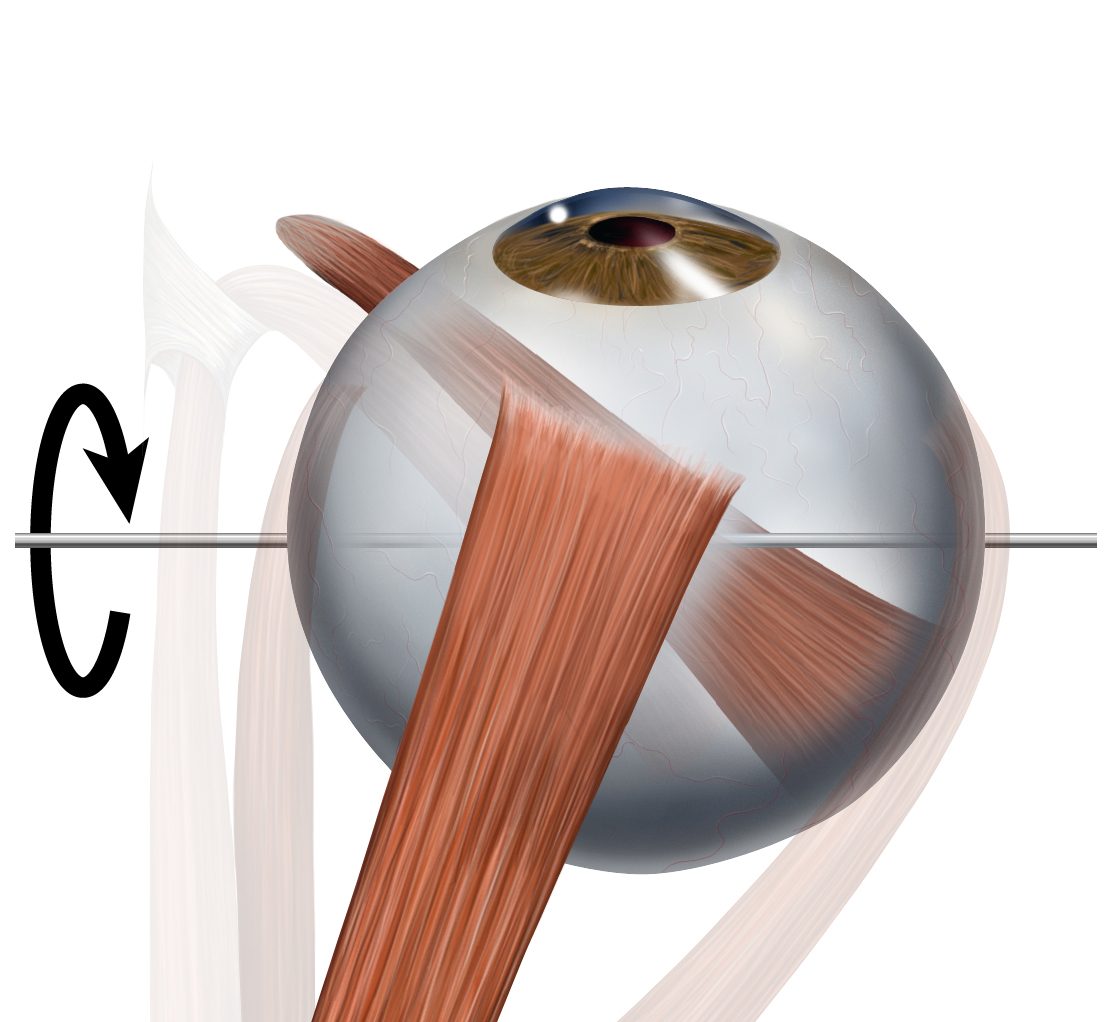
حركة العضلة المستقيمة العلوية
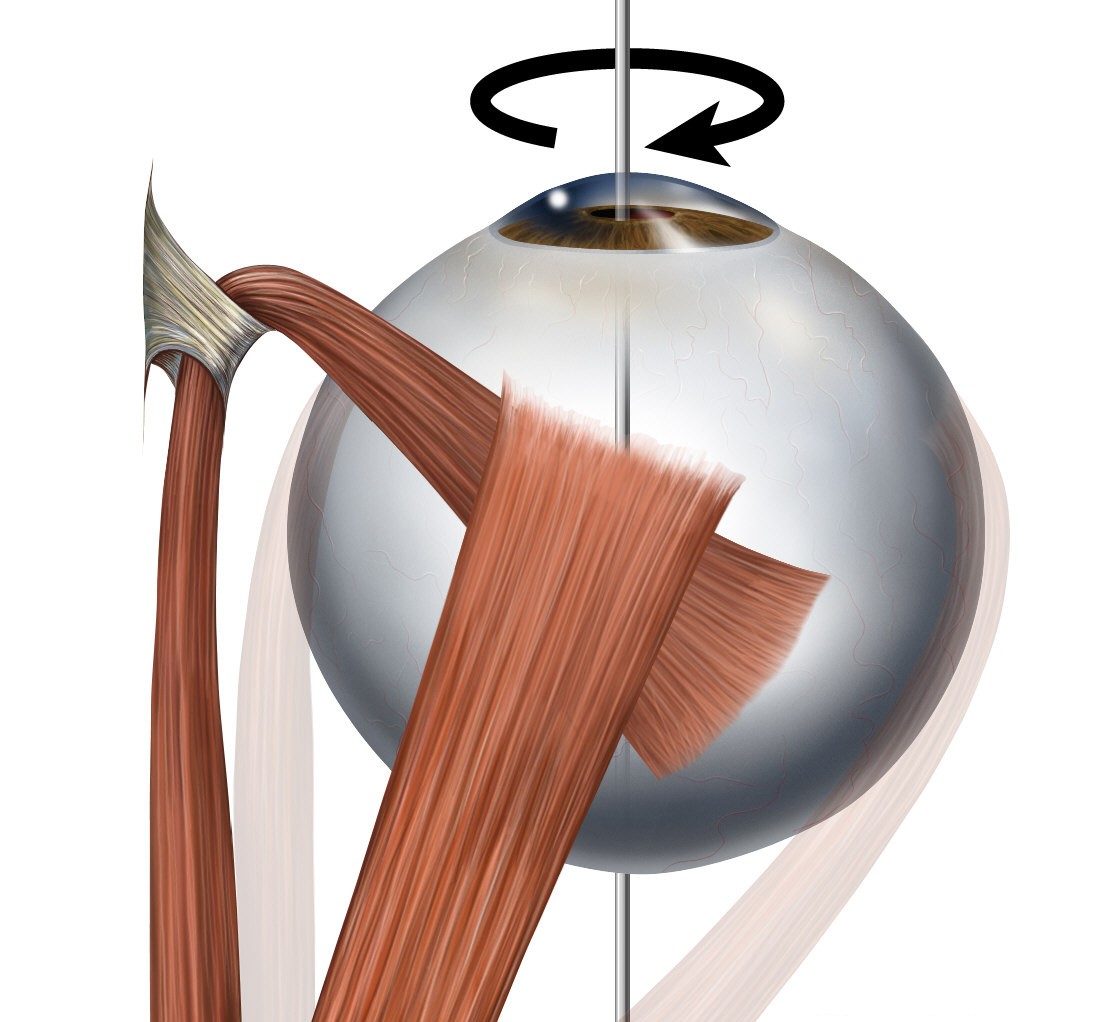
حركة العضلة المائلة العلوية (المنحرفة)
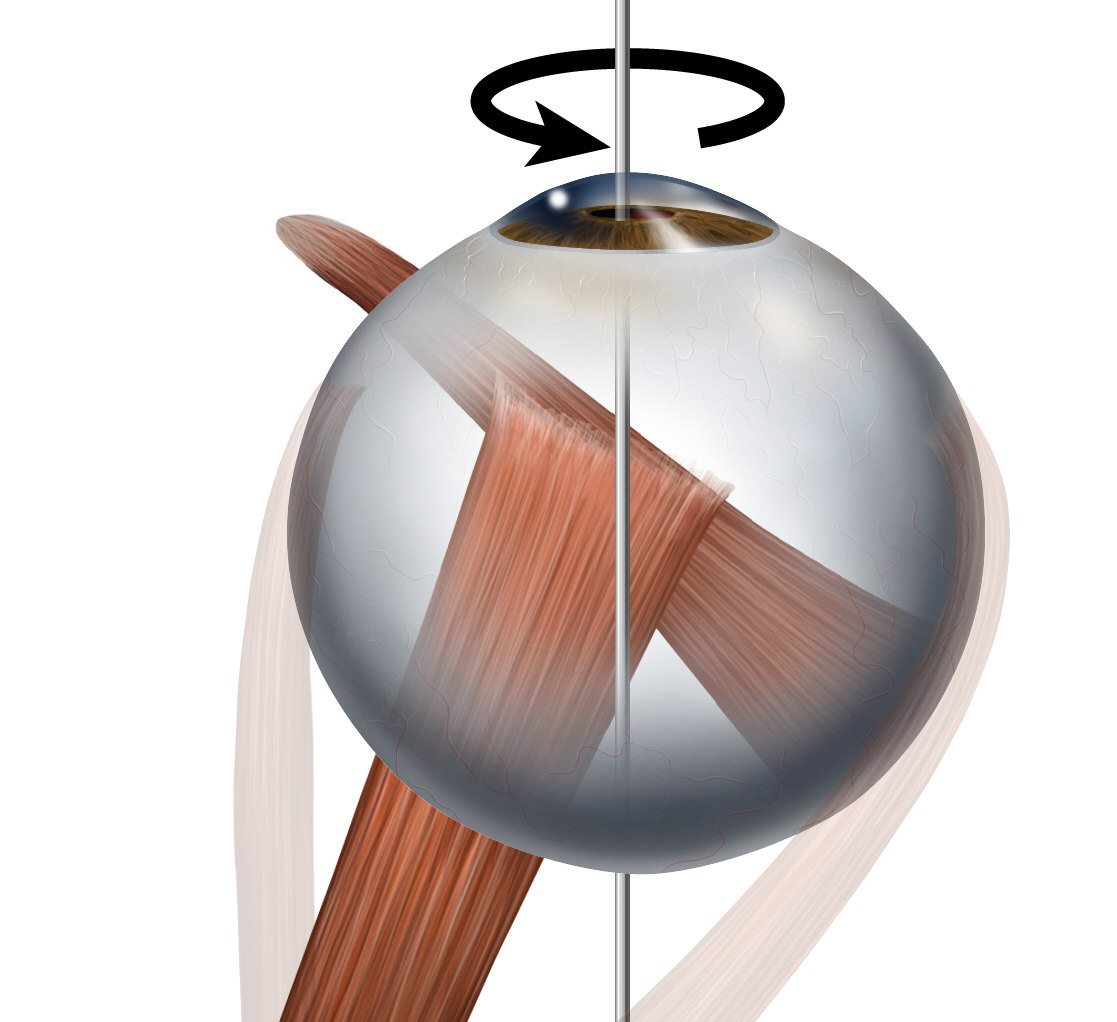
حركة العضلة المائلة السفلية (المنحرفة)
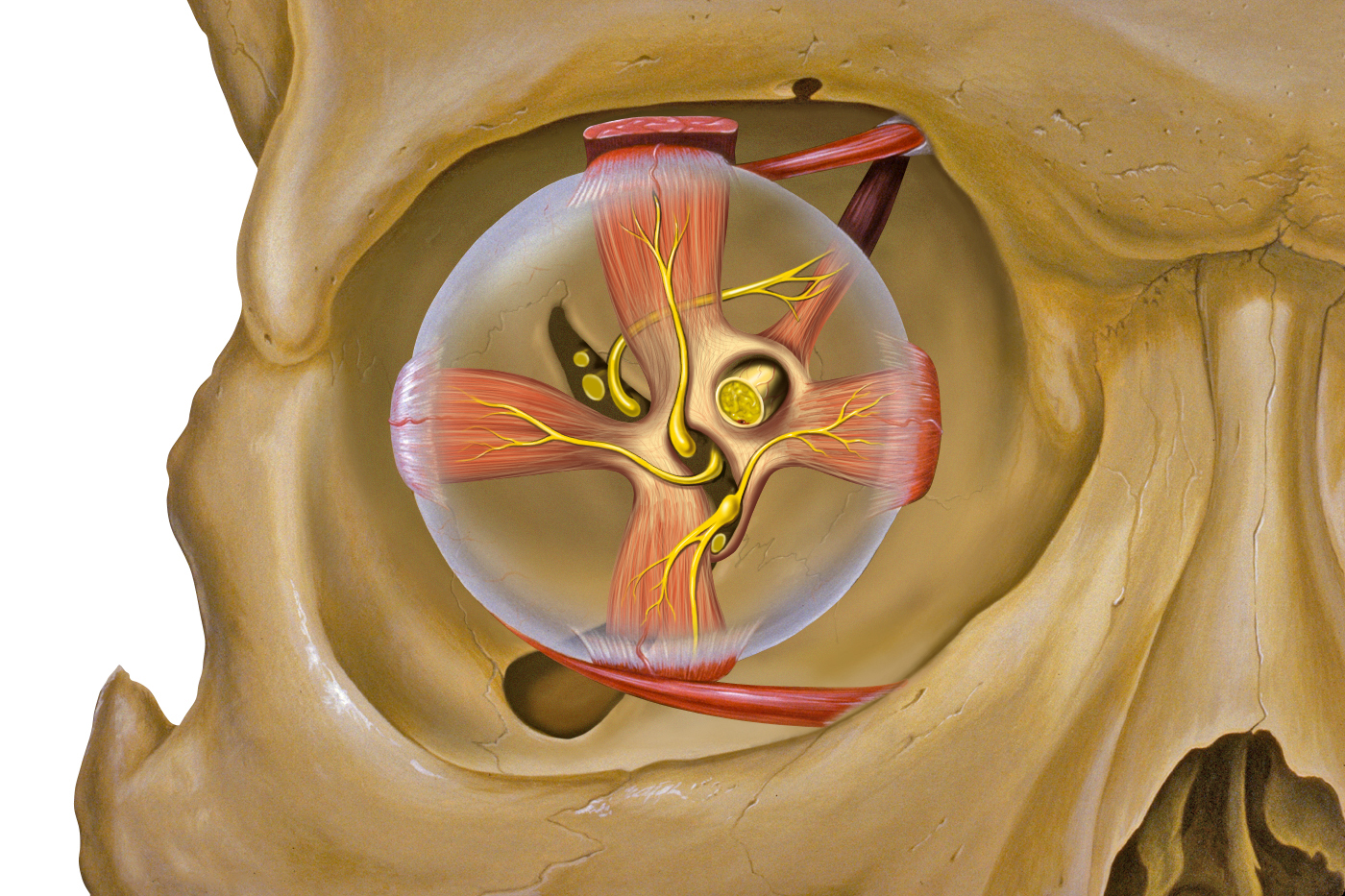
الوضع الأمامي الخلفي

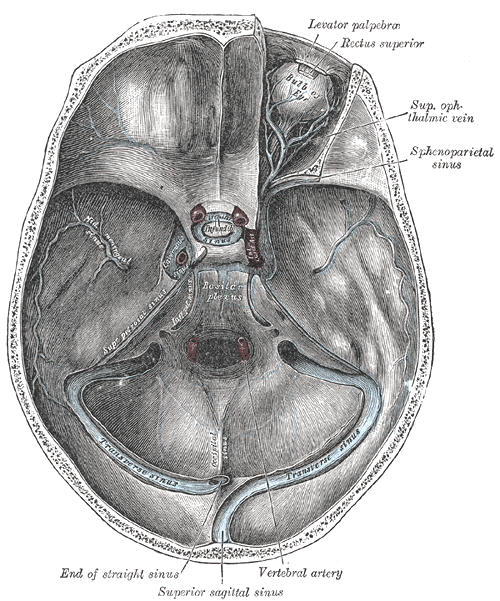
الجيوب الأنفية في قاعدة الجمجمة
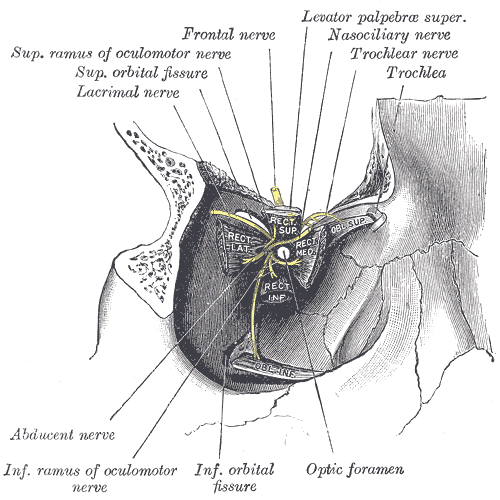
عرض تشريحي لعضلات العين اليمنى
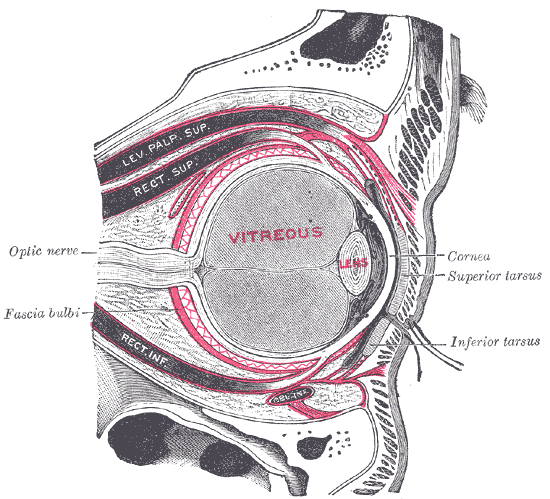
مقطع سهمي للعين اليمنى